# Alter und Schönheit
Alter und Schönheit ist ein Film des Regisseurs und Drehbuchautors Michael Klier aus dem Jahr 2008.

## Handlung
Drei Freunde treffen sich am Sterbebett von Manni.
Manni war ein erfolgreicher Schauspieler, hat eine Villa mit Pool und einen Ferrari vor der Tür stehen. Sie haben sich lange nicht gesehen, fast schon aus den Augen verloren, sind sich aber immer noch vertraut.
Harry ist ein Frauenheld und versucht per SMS seine Frau und seine Geliebte bei der Stange zu halten. Er wird beide verlieren. Justus ist ein erfolgreicher Fernsehproduzent, der erkennen muss, dass er zu einer Geldmaschine geworden ist. Bernhard ist Lehrer, der schließlich seiner Frau gestehen wird, dass er sie nie geliebt hat.
Manni will, dass die Freunde Rosi, seine große Liebe, die er verloren hat, finden und sie bitten ihn zu besuchen.
Rosi zögert erst, lässt sich dann aber doch darauf ein, Manni zu sehen. Die Freunde verbringen trotz der ernsten Situation relativ fröhliche Stunden und Tage zusammen, teils im Hospiz mit Manni, teils ohne ihn in dessen Villa. Sie fahren mit dem Ferrari durch die Gegend, hören alte Schallplatten und liegen entspannt im Pool, und doch schwebt über all der Leichtigkeit immer die Trauer über nicht erreichte Ziele, falsche Hoffnungen, über das vergeudete Leben und über den bevorstehenden Tod von Manni, der all diese Gefühle bündelt.
Bei einem letzten Ausflug aufs Land stirbt Manni und die Freunde stehen ratlos um ihn und den silbernen Ferrari herum.

## Kritiken
„Eine Männerkomödie über den Tod? Das geht, wie Alter und Schönheit beweist. Großen Anteil daran haben die Schauspieler Armin Rohde, Burkhart Klaußner und Henry Hübchen. Denn sie heitern gekonnt ihren sterbenden Freund (Peter Lohmeyer) auf. Der Film ist nicht weniger als ein Neuaufbruch des deutschen Kinos.“

„Alter und Schönheit ist ein ruhiger und lyrischer Film, der tragikomisch von Männerfreundschaften erzählt, in deren Leben aber Frauen immer eine wichtige Rolle spiel(t)en. Selbstverständlich auch von schnellen Autos und der Leidenschaft, die das Kind im Mann zum Vorschein bringen.“

„Es sind Männer in den sogenannten besten Jahren, doch für manche sind diese Jahre in der Mitte des Lebens weit weg vom Besten. So ergeht es auch den vier Freunden Manni, Harry, Bernie und Justus in der Tragikomödie Alter und Schönheit – gespielt von einem hervorragenden Schauspieler-Quartett. Sie schaffen es, das Schwere in diesem Film zum Leichten zu machen, einer an sich eher langweiligen Geschichte Leben einzuhauchen – auch wenn es ums Sterben geht.“

„Filmisch kongenial umgesetzt, ist der Film übers Älterwerden trotz des ernsten Themas von einer gewissen Leichtigkeit durchströmt und gehört zum Eindrucksvollsten und Zärtlichsten, was das aktuelle Kino zu diesem Thema zu bieten hat.“